# Nikolaj Asejev

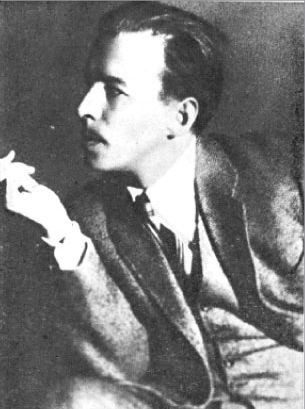
Nikolaj Asejev.

Nikolaj Nikolajevitj Asejev född 10 juli 1889 i Lgov, död 16 juli 1963 i Moskva, var en rysk författare.
Asejev ingick i sammanslutningen Tsentrifuga där bland andra även Boris Pasternak ingick. Under 1920-talet var han en mycket produktiv propagandadiktare, och bl.a. medarbetare i tidskriften LEF. Asejev har även skrivit manus till Sergej Eisensteins film Pansarkryssaren Potemkin.